# Asukai Masaari

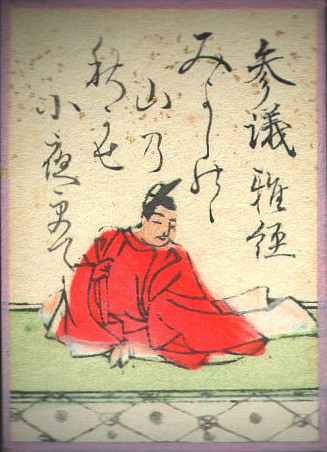
Asukai Masaari

Asukai Masaari (japanisch 飛鳥井 雅有, der Vorname wird auch Gayū gelesen; geboren 1241; gestorben 20. Februar 1301) war ein japanischer Dichter und Tagebuchschreiber während der Kamakura-Zeit.

## Leben und Wirken
Asukai Masaari war der Enkel von Asukai Masatsune (飛鳥井 雅経), der zu den Fujiwara-Linie gehörte, und der Sohn von Norisada (飛鳥井 教定; 1210–1266). Seine Schwester war Frau von Nijō Tameuji (二条 為氏; 1222–1286). Er diente Kaiser Fushimi und reiste als für das Gebiet Kantō (関東祗候, Kantō shikō) zwischen Kyōto und Kamakura hin und her. Er wurde auf den Rang eines „Höheren Ministers für Zivilangelegenheiten zweiten Ranges“ (正二位民部卿; Shōnii mimbu-kyō) befördert.
Asukai schrieb vier Tagebücher und Tagebucheinträge unter Pseudonymen wie „Haru no Mi-yama-ji“ (春の深山路), in denen er über Ereignisse rund um seine offiziellen Pflichten, seine persönlichen Gefühle und sein elegantes Leben spricht. Er verfügte auch über fundierte Kenntnisse der klassischen Studien, und in seiner „Saga no Kayohi“ (嵯峨のかよひ) – „Besuche in Saga“, in einem von Asukai Masaaris Tagebüchern, die er 1269 veröffentlichte, sagt er, dass er der Rezitation des Genji Monogatari durch die Dichterin Abutsu-ni beiwohnte.
Asukai war ein Experte im  Kemari-(蹴鞠)-Spiel, einem alten Wurfballspiel. Er nahm auch an der Genji-Debatte (源氏論義, Genji rongi) im Jahr 1280 teil. Es gibt eine Gedichtsammlung im Besitz seiner Familie mit dem Titel „Rinjō Wakashū“ (隣女和歌集)  „Gedichtsammlung der Nachbarin“. 73 Gedichte, verfasst im innovativen Kyōgoku-Stil sind in der kaiserlichen Sammlung „Shokukokin-wakashū“ enthalten, die im Jahr 1265 fertiggestellt wurde.
Im Jahr 1293 erhielt Asukai zusammen mit Kyōgoku Tamekane, Nijō Tameyo (二条 為世; 1250–1338) und Rokujō Takahiro (六条 隆博; gestorben 1299) den Auftrag, eine Sammlung kaiserlicher Werke zusammenzustellen, doch dieses Projekt wurde aufgegeben.